# Hanchimallanahalli, Koratagere
Hanchimallanahalli là một làng thuộc tehsil Koratagere, huyện Tumkur, bang Karnataka, Ấn Độ.